# Fences (Musiker)
Fences (* 1983 in Boston, Massachusetts; eigentlicher Name Christopher Mansfield) ist ein US-amerikanischer Songwriter und Gitarrist.

## Biografie
Christopher Mansfield ist Absolvent des Berklee College of Music. Während seiner Zeit am College entstanden erste Demo-Aufnahmen für Fences. Sein Manager stellte daraufhin mit ihm die Demo The Ultimate Puke EP Demo zusammen. Kurze Zeit später wurde diese auf einem kleinen Indie-Label veröffentlicht, wofür Mansfields Freundin das Cover gestaltete. Die EP wurde über Mansfields MySpace-Seite vertrieben. Noch vor dem Release wurde der Manager von Tegan & Sara auf die Band aufmerksam. Mansfield wurde nach Kanada eingeladen, um ein Album aufzunehmen. Hier entstand das Debütalbum Fences, welches auf dem Indie-Label Onto Entertainment veröffentlicht wurde.
2011 begann Christopher Mansfield, Stücke für ein neues Album The Internal Diving Board zu schreiben und aufzunehmen. Im Sommer 2013 wurde der Wechsel von Fences zu Elektra Records bekannt. Ursprünglich sollte noch im selben Jahr sein zweites Studioalbum erscheinen, produziert von Jacquire King und aufgenommen unter Beteiligung seiner Live-Begleitmusiker Ben Greenspan und Lindsey Starr, Schlagzeuger Jason McGerr von Death Cab for Cutie und Rapper Macklemore. Es dauerte jedoch bis zum September 2014, bis mit Arrows die erste Single des neuen Werks erschien. Neben Macklemore war auch Ryan Lewis als Produzent beteiligt. Das Album Lesser Oceans erschien am 14. November 2014.

## Diskografie
Alben
- The Ultimate Puke (EP, 2008)
- Fences (2010)
- Lesser Oceans (2014)
- To the Tall Trembling Trees (EP, 2016)

Lieder
- Girls With Accents (2010)
- The Same Tattoos (Sabzi Remix) (2010)
- Marketplace (2011)
- Arrows (featuring Macklemore & Ryan Lewis, 2014)
- Songs About Angels (2014)
- Buffalo Feet (2016)